# USS Cushing (DD-797)
USS Cushing (DD-797) — эскадренный миноносец типа «Флетчер», в период Второй мировой войны состоявший на вооружении ВМС США. Был назван в честь героя гражданской войны коммандера Уильяма В. Кушинга (4 ноября 1842 — 17 декабря 1874).
Эсминец был заложен 3 мая 1943 года на верфи Bethlehem Steel, спущен на воду 30 сентября 1943 года и сдан в эксплуатацию 17 января 1944 года, под командование коммандера Луиса Волка.

## История

### Вторая мировая война
24 августа 1944 года эсминец присоединился к 5-му флоту США для участия в Марианско-палауской операции. Кушинг прикрывал авианосцы во время атаки на острова Минданао, Самар, Себу, Негрос.
17 сентября 1944 года эсминец поддерживал огнём десант в битва при Ангауре.
В октябре 1944 года эсминец принял участие в сражение при Лейте.
В декабре 1944 года Кушинг спас нескольких сбитых лётчиков.
Эсминец принял участив в битве за Иводзиму и сражении за Окинаву.
3 февраля 1947 Кушинг был выведен в резерв.

## Награды
Эсминец был награждён шестью звёздами за службу во Второй мировой войне и двумя звёздами за участие в Корейской войне.